# Florence (South Carolina)
Florence ist eine US-amerikanische Stadt, gelegen in Florence County, im Nordosten des Staates South Carolina. Teile der Stadt liegen im benachbarten Darlington County. Das U.S. Census Bureau hat bei der Volkszählung 2020 eine Einwohnerzahl von 39.899 ermittelt.
In der Stadt gibt es eine Shopping Mall, die Magnolia Mall, eine Mehrzweck-Veranstaltungshalle, das Florence Civic Center sowie eine große Bibliothek. Darüber hinaus ist in Florence das Mc Leod Health Center beheimatet, das die Stadt zu einem wichtigen medizinischen Standort macht. Die Stadt ist an die Interstate Highways I-95 und I-20 angebunden.
Darüber hinaus gibt es auch einen Regionalflughafen wenige Kilometer östlich der Stadt. Florence Regional Airport wird von zwei Airlines (Delta Air Lines und US Airways) mehrmals täglich angeflogen.
Die Metropolregion ist auch die Heimat des Motorsports, mit Darlington Raceway in der genannten Vorstadt. 

## Geschichte
Am 11. März 1958 verlor eine Boeing B-47 der USAF von der Hunter Air Force Base in Georgia in 4200 Metern Höhe versehentlich eine Atombombe ohne Zünder. Am Boden zerstörte sie ein Haus in Florence und verletzte einen Bewohner.

## Geografie
Florence streckt sich über eine Fläche von 45,9 Quadratkilometern aus und hat eine Einwohnerdichte von 659,8 Einwohner/Quadratkilometer.
Nach der Volkszählung im Jahr 2000 hat die Stadt eine Einwohnerzahl von 30.248.
Florence liegt auf dem 34. Breitengrad Nord und auf dem 79. Längengrad West (34,184088, −79,774147).
In der meist flachen Pee-Dee-Region gelegen, ist Jeffries Creek, ein Nebenfluss des Pee Dee River, der Hauptfluss in Florence.

## Bildung
In der Stadt gibt es drei öffentliche Highschools des Schulbezirks Florence School District One: West Florence High School, South Florence High School und Wilson High School.
Dieser schließt auch die Junior High Schools oder Middle Schools, Sneed Middle School, Southside Middle School und Williams Middle School ein, ebenso 13 Elementary Schools. Darüber hinaus sind in der Stadt einige Privatschulen beheimatet.
In der direkten Umgebung gibt es die Francis Marion University und das Florence Darlington Tech College. Coker College in Hartsville und Coastal Carolina University in Conway sind ebenfalls nahe gelegene Hochschulen.

## Verkehr
Der ÖPNV in Florence ist, wie im gesamten County, ab dem 11. August 2025 kostenlos.
In Florence gibt es einen Flughafen, den Florence Regional Airport, von dem aus jedoch nur eine einzige Strecke bedient wird (nach Charlotte (North Carolina)). Mehr Verbindungen gibt es von den (außerhalb des Countys gelegenen) Flughäfen Columbia Metropolitan Airport und Myrtle Beach International Airport.
Durch Züge der Bahngesellschaft Amtrak ist Florence südwärts mit Miami und nordwärts mit New York City und vielen anderen Städten im Northeast Corridor verbunden.

## Söhne und Töchter der Stadt
- William D. Pawley (1896–1977), Diplomat sowie Akquisiteur von Curtiss-Wright
- Taft Jordan (1915–1981), Jazz-Trompeter
- Lindsay Shepherd Olive (1917–1988), Mykologe
- Emmett J. Rice (1919–2011), Gouverneur des Federal Reserve System und Manager bei der Weltbank
- Edward Lunn Young (1920–2017), Politiker
- Houston Person (* 1934), Tenorsaxophonist des Modern Jazz
- Buddy Baker (1941–2015), NASCAR-Rennfahrer
- Steve Windom (* 1949), Politiker, Vizegouverneur von Alabama, Senatsmitglied
- Harry Carson (* 1953), Footballspieler
- Matt Laug (* 1968), Schlagzeuger
- Trey Lorenz (* 1969), Sänger und Songwriter
- Rod Sellers (* 1970), Basketballspieler
- Lawrence Timmons (* 1986), American-Football-Spieler in der NFL
- Justin Phillip Reed (* 1989), Lyriker und Essayist
- Malliciah Goodman (* 1990), Footballspieler